# Negro Swan
Negro Swan es el cuarto álbum de estudio del artista Dev Hynes grabado bajo el nombre artístico Blood Orange. Fue publicado el 24 de agosto por Domino Recording Company. El álbum fue precedido por los sencillos "Charcoal Baby" y "Jewelry".

## Lanzamiento y promoción
El 19 de julio de 2018, Hynes compartió un teaser del álbum con un adelanto de nueva música, antes de anunciar el álbum y ponerlo en preventa más adelante el mismo día. La portada del álbum incluye una imagen de Kai, el ángel negro, sentado en la ventana delantera de un automóvil con un trapo blanco en la cabeza y alas recortadas en la espalda. El álbum fue lanzado el 24 de agosto de 2018 a través de Domino.
En un comunicado de prensa, Hynes describió el álbum como "una exploración de mi propia y de muchos tipos de depresión negra, una mirada honesta a los rincones de la existencia negra y las ansiedades constantes de las personas queer/de color. Un regreso a la infancia y la traumas modernos, y las cosas que hacemos para superarlos. El hilo subyacente a través de cada pieza del álbum es la idea de esperanza, y las luces que podemos tratar de encender dentro de nosotros mismos con el resultado positivo de ayudar a otros a salir de su oscuridad". El álbum se centra en gran medida en estos temas en los ideales actuales de género y sexualidad. La honestidad es una herramienta muy poderosa en la producción del álbum porque es lo que cierra la brecha entre la comprensión de los puntos de vista de los grupos oprimidos. Con canciones como "Hope" y "Runnin", las influencias masculinas se analizan para crear una comprensión de cómo las fuerzas sociales impactan los ideales de la sexualidad. Cada canción del álbum presiona este tema con una mezcla de estilos de soul, R&B y otros géneros para transmitir una historia sobre cómo enfrentar la depresión. El comunicado de prensa también indicó que el álbum fue escrito y producido en su totalidad por Hynes.
El 23 de julio, Hynes interpretó varias pistas del álbum en el Pitchfork Music Festival, incluidas "Nappy Wonder" y "Charcoal Baby", esta última fue lanzada como el primer sencillo del álbum el 26 de julio con un video musical dirigido por Crack Stevens. Poco después, se lanzó otro sencillo titulado "Jewelry", acompañado de un video musical dirigido por Hynes, con la aparición de Janet Mock.
En promoción al álbum, Hynes se embarcó en una gira por América del Norte y Europa que comenzó el 5 de agosto en el Festival Osheaga y terminó el 8 de noviembre en Copenhague.

## Composición
Las 16 canciones que componen Swan' entretejen el pop psicodélico "impresionista" y el funk "interestelar", además de trabajar en el pop de dormitorio "acogedor". Debido a los sonidos musicales eclécticos de Blood Orange, Swan también profundiza en el pop alternativo, chillwave, dream pop, hip hop soul, post-punk, quiet storm, R&B, indie hip hop, jazz, y más.

## Lista de canciones
Todas las canciones son producidad por Devonté Hynes.

| N.º | Título                                       | Duración |  |
| 1.  | «Orlando»                                    | 3:03     |  |
| 2.  | «Saint»                                      | 3:12     |  |
| 3.  | «Take Your Time»                             | 2:51     |  |
| 4.  | «Hope» (con Puff Daddy y Tei Shi)            | 4:00     |  |
| 5.  | «Jewelry»                                    | 4:32     |  |
| 6.  | «Family» (con Janet Mock)                    | 0:42     |  |
| 7.  | «Charcoal Baby»                              | 4:02     |  |
| 8.  | «Vulture Baby»                               | 1:14     |  |
| 9.  | «Chewing Gum» (con ASAP Rocky y Project Pat) | 4:24     |  |
| 10. | «Holy Will» (con Ian Isiah)                  | 4:22     |  |
| 11. | «Dagenham Dream»                             | 2:45     |  |
| 12. | «Nappy Wonder»                               | 2:38     |  |
| 13. | «Runnin'» (con Georgia Anne Muldrow)         | 3:55     |  |
| 14. | «Out of Your League» (con Steve Lacy)        | 2:21     |  |
| 15. | «Minetta Creek»                              | 1:58     |  |
| 16. | «Smoke»                                      | 3:33     |  |

## Posicionamiento en listas
| Listas (2018)                           | Mejor Posición |
| --------------------------------------- | -------------- |
| Australian Albums (ARIA)                | 99             |
| Bélgica (Ultratop flamenca)             | 40             |
| Bélgica (Ultratop valona)               | 161            |
| Canadá (Billboard Canadian Albums)      | 94             |
| Países Bajos (Album Top 100)            | 76             |
| Reino Unido (UK Albums Chart)           | 64             |
| Estados Unidos (Billboard 200)          | 98             |
| Estados Unidos (Independent Albums)     | 13             |
| Estados Unidos (Top R&B/Hip-Hop Albums) | 49             |